# Langenau (Steinwiesen)
Langenau ist eine Wüstung auf dem Gemeindegebiet des Marktes Steinwiesen im Landkreis Kronach (Oberfranken, Bayern).
Langenau war ein Flurgebiet, das sich entlang des Langenaubachs erstreckte. Ein Teil davon lag in der Gemarkung von Steinwiesen. In der zweiten Hälfte des 19. Jahrhunderts entstand der Weiler Langenau. 1871 bestand der Ort aus 6 Gebäuden mit 21 Einwohnern. Ein paar Jahre später galt der Ort als abgebrochen.

## Weblink
- Langenau in der Ortsdatenbank des bavarikon, abgerufen am 20. August 2021.